# CONCACAF Beach Soccer Championship 2015
L’CONCACAF Beach Soccer Championship 2015 è la 6ª edizione di questo torneo.

## Squadre partecipanti
Di seguito le 16 squadre partecipanti.
- Porto Rico
- Messico
- Stati Uniti
- Belize
- Costa Rica
- El Salvador
- Panama
- Antigua e Barbuda

- Bahamas
- Barbados
- Guadalupa
- Guatemala
- Giamaica
- Trinidad e Tobago
- Turks e Caicos
- Isole Vergini Americane

## Fase a gironi
Di seguito la fase a gironi.

### Girone A
| Team        | G | V | V+ | Vr | P | GF | GS | +/- | P |
| ----------- | - | - | -- | -- | - | -- | -- | --- | - |
| El Salvador | 3 | 3 | 0  | 0  | 0 | 31 | 6  | +25 | 9 |
| Giamaica    | 3 | 2 | 0  | 0  | 1 | 19 | 15 | +4  | 6 |
| Belize      | 3 | 1 | 0  | 0  | 2 | 13 | 26 | -13 | 3 |
| Porto Rico  | 3 | 0 | 0  | 0  | 3 | 4  | 20 | -16 | 0 |

| Squadra 1   | Risultato | Squadra 2  |
| ----------- | --------- | ---------- |
| Giamaica    | 7-3       | Porto Rico |
| El Salvador | 17-2      | Belize     |
| El Salvador | 7-0       | Porto Rico |
| Giamaica    | 8-5       | Belize     |
| Belize      | 6-1       | Porto Rico |
| El Salvador | 7-4       | Giamaica   |

### Girone B
| Team              | G | V | V+ | Vr | P | GF | GS | +/- | P |
| ----------------- | - | - | -- | -- | - | -- | -- | --- | - |
| Messico           | 3 | 3 | 0  | 0  | 0 | 20 | 4  | +16 | 9 |
| Trinidad e Tobago | 3 | 2 | 0  | 0  | 1 | 14 | 10 | +4  | 6 |
| Guadalupa         | 3 | 1 | 0  | 0  | 2 | 14 | 19 | -5  | 3 |
| Turks e Caicos    | 3 | 0 | 0  | 0  | 3 | 8  | 23 | -15 | 0 |

| Squadra 1         | Risultato | Squadra 2         |
| ----------------- | --------- | ----------------- |
| Trinidad e Tobago | 8-4       | Guadalupa         |
| Messico           | 8-3       | Turks e Caicos    |
| Trinidad e Tobago | 6-2       | Turks e Caicos    |
| Messico           | 8-1       | Guadalupa         |
| Guadalupa         | 9-3       | Turks e Caicos    |
| Messico           | 4-0       | Trinidad e Tobago |

### Girone C
| Team              | G | V | V+ | Vr | P | GF | GS | +/- | P |
| ----------------- | - | - | -- | -- | - | -- | -- | --- | - |
| Stati Uniti       | 3 | 3 | 0  | 0  | 0 | 14 | 6  | +8  | 9 |
| Bahamas           | 3 | 2 | 0  | 0  | 1 | 16 | 13 | +3  | 6 |
| Antigua e Barbuda | 3 | 1 | 0  | 0  | 2 | 14 | 15 | -1  | 3 |
| Barbados          | 3 | 0 | 0  | 0  | 3 | 14 | 24 | -10 | 0 |

| Squadra 1         | Risultato | Squadra 2         |
| ----------------- | --------- | ----------------- |
| Stati Uniti       | 4-1       | Antigua e Barbuda |
| Bahamas           | 10-4      | Barbados          |
| Bahamas           | 4-3       | Antigua e Barbuda |
| Stati Uniti       | 4-3       | Barbados          |
| Antigua e Barbuda | 10-7      | Barbados          |
| Stati Uniti       | 6-2       | Bahamas           |

### Girone D
| Team                    | G | V | V+ | Vr | P | GF | GS | +/- | P |
| ----------------------- | - | - | -- | -- | - | -- | -- | --- | - |
| Costa Rica              | 3 | 3 | 0  | 0  | 0 | 25 | 9  | +16 | 9 |
| Guatemala               | 3 | 2 | 0  | 0  | 1 | 20 | 7  | +13 | 6 |
| Panama                  | 3 | 1 | 0  | 0  | 2 | 17 | 13 | +4  | 3 |
| Isole Vergini Americane | 3 | 0 | 0  | 0  | 3 | 5  | 38 | -33 | 0 |

| Squadra 1  | Risultato | Squadra 2               |
| ---------- | --------- | ----------------------- |
| Guatemala  | 2-1       | Panama                  |
| Costa Rica | 12-1      | Isole Vergini Americane |
| Guatemala  | 15-2      | Isole Vergini Americane |
| Costa Rica | 9-5       | Panama                  |
| Panama     | 11-2      | Isole Vergini Americane |
| Costa Rica | 4-3       | Guatemala               |

## Finali

### Quarti di finale
| Squadra 1   | Risultato | Squadra 2         |
| ----------- | --------- | ----------------- |
| Stati Uniti | 7-3       | Giamaica          |
| Messico     | 5-2       | Guatemala         |
| Costa Rica  | 2-1       | Trinidad e Tobago |
| El Salvador | 6-0       | Bahamas           |

### Semifinali 5º-8º posto
| Squadra 1         | Risultato | Squadra 2 |
| ----------------- | --------- | --------- |
| Guatemala         | 9-3       | Giamaica  |
| Trinidad e Tobago | 4-1       | Bahamas   |

### Semifinali 3º-4º posto
| Squadra 1  | Risultato | Squadra 2   |
| ---------- | --------- | ----------- |
| Messico    | 4-3       | Stati Uniti |
| Costa Rica | 2-1       | El Salvador |

### Finale 7º-8º posto
| Squadra 1 | Risultato | Squadra 2 |
| --------- | --------- | --------- |
| Bahamas   | 9-7 dts   | Giamaica  |

### Finale 5º-6º posto
| Squadra 1         | Risultato | Squadra 2 |
| ----------------- | --------- | --------- |
| Trinidad e Tobago | 4-3       | Guatemala |

### Finale 3º-4º posto
| Squadra 1   | Risultato | Squadra 2   |
| ----------- | --------- | ----------- |
| El Salvador | 5-2       | Stati Uniti |

### Finale
| Squadra 1 | Risultato | Squadra 2  |
| --------- | --------- | ---------- |
| Messico   | 4-0       | Costa Rica |

## Classifica Finale
Queste le posizioni nel dettaglio.
| Pos | Team                    |
| --- | ----------------------- |
| 1   | Messico                 |
| 2   | Costa Rica              |
| 3   | El Salvador             |
| 4   | Stati Uniti             |
| 5   | Trinidad e Tobago       |
| 6   | Guatemala               |
| 7   | Bahamas                 |
| 8   | Giamaica                |
|     | Antigua e Barbuda       |
|     | Barbados                |
|     | Belize                  |
|     | Guadalupa               |
|     | Panama                  |
|     | Porto Rico              |
|     | Turks e Caicos          |
|     | Isole Vergini Americane |